# استان تیپازه
تیبازه نام استان چهل و دوم کشور الجزایر است.
مرکز استان تی‌پازه، شهر تاریخی تی‌پازه است.